# Sociolingvistika
Sociolingvistika je jezikoslovna disciplina koja se bavi proučavanjem uporabe jezika kao sredstva komunikacije u sociokulturnom kontekstu, odnosno bavi se pručavanjem odnosa između ljudskog jezika, društva i kulture. Za razliku od sociologije jezika koja proučava utjecaj jezika na društvo, sociolingvistika proučava utjecaj društva na jezik. Pojam je prvi put uporabio Thomas Callan Hodson u studiji iz 1939. godine.
Lingvisti iz Indije i Japana bili su predvodnici u proučavanju jezika uzimajući u obzir socijalne komponenete 1930-ih godina 20-og stoljeća. 1960-ih godina su se pojavile prve studije sociolingvistike na Zapadu, ponajprije s radovima Williama Labova, Basila Bernsteina, Williama Stewarta i Heinza Klossa. Njihovi radovi su se fokusirali na proučavanje razlika između standardnog jezika i njegovih varijeteta, s obzirom na socijalne aspekte, kao što su rod, spol, društveni položaj i geografska pozicija govornika.